# Lisa Piccinetti
Lisa Piccinetti (født 22. november 2000 i Montepulciano) er en italiensk tennisspiller. Hun spiller juniorturneringer, og fik debut på ITF Women's Circuit i 2016, hvor hun også spiller double.
Hun er født og opvokset i Toscana, og startede med at spille tennis som 4-årig.
Ved Grand Slam-turneringen US Open i 2017 tabte hun juniorernes kvalifikationsfinale til hovedturneringen. I første runde havde hun slået danske Clara Tauson ud.
I februar 2018 havde hun i single og double samlet spillet over 140 kampe på ITF Junior Circuit.